# Dialoghi delle cortigiane
I Dialoghi delle cortigiane (in greco antico: Ἑταιρικοὶ διάλογοι?) sono un'opera di Luciano di Samosata, contenente quindici brevi dialoghi con protagoniste perlopiù cortigiane e prostitute (nel mondo greco conosciute rispettivamente come hetairai e pornai).
Questa raccolta fa parte della quadrilogia dei Dialoghi (assieme a quelli degli dèi, marini e dei morti).

## Struttura, temi e stile
Ciascun dialogo ha due o più interlocutori: nella maggior parte dei casi, delle cortigiane narrano le loro vicende amorose e lavorative e gli incontri più focosi e piccanti con i loro amanti.
In particolare i "dialoghi" di Luciano si contraddistinguono per la loro scioltezza e capacità di coinvolgere il lettore, catapultandolo in universo totalmente diverso dal mondo religioso e dai miti che fino a quel momento si conoscevano. Lo stile adottato da Luciano è particolarmente semplice e diretto, capace di suscitare risa e stupore di fronte alle narrazioni dei personaggi, ma vi sono anche momenti seri e di riflessione, che non tralasciano tutto sommato nella storia i motivi delle cause e degli avvenimenti dei protagonisti.

## Fonti e modelli
Il mondo descritto nei dialoghi è chiaramente influenzato dalle opere della Commedia nuova, in cui spesso comparivano vicende legate alle etere e ai loro amanti. Di conseguenza, l'ambientazione sottintesa a tutti i dialoghi è Atene, una Atene idealizzata, o meglio atemporale, ancora quella del IV secolo a.C. in cui si collocano ad esempio le commedie di Menandro.

## Contenuto

### I dialogo: Glicera e Taide
Glicera e Taide si trovano a discorrere dei rispettivi corteggiatori: in particolare, Glicera è intristita in quanto un suo amante di qualche tempo fa, un soldato acarnano, si è adesso unito a un'altra collega dall'eloquente nome di Gorgona. Taide esorta Glicera a non abbattersi, dato che tali evenienze sono tutt'altro che rare nel loro lavoro; quindi si chiede come mai il soldato si sia innamorato di Gorgona, piuttosto sciatta e raggrinzita. A ciò Glicera ribatte che sicuramente ciò è dovuto non all'avvenenza di Gorgona, ma a filtri della madre di lei, Crisario, esperta di incantesimi tessali, grazie ai quali lei e sua figlia possono vivere dei soldi dell'acarnano.

### II dialogo: Mirtio, Panfilo e Doride
Mirtio è addolorata con il suo amante Panfilo: infatti è rimasta incinta di lui, ormai già all'ottavo mese, e rinfaccia a Panfilo che questi voglia sposarsi con la figlia di Filone, il ricco armatore, peraltro non bella. Tuttavia Panfilo subito ribatte che Mirtio si sbaglia, in quanto egli non è affatto in procinto di sposarsi con nessuno; anzi, Filone aveva avuto una controversia legale con suo padre. Mirtio è confusa: convoca quindi la sua serva Doride, da cui aveva ricevuto l'informazione che la aveva addolorata. Doride spiega che, mentre era diretta a una commissione, era stata Lesbia a dirle che Panfilo fosse in procinto di sposarsi, esortando la serva ad osservare con i suoi occhi il vicolo di casa del ragazzo, addobbato per le nozze. A questo punto Panfilo spiega l'equivoco - non lui, ma il suo vicino Carmide sta per sposarsi - e rasserena Mirtio.

### III dialogo: Filinna e sua madre
Filinna è severamente rimproverata da sua madre: infatti le è stato riferito dall'amante della ragazza, Difilo, che nel simposio della sera precedente Filinna non solo lo aveva snobbato, anzi lo aveva fatto ingelosire danzando con il suo amico Lampria, e durante la notte non aveva condiviso il letto con Difilo. Filinna risponde che la madre non dovrebbe difendere il ragazzo: ella, spiega, si è comportata in questo modo solo perché era stato Difilo per primo a ignorare lei, flirtando anzi con Taide, amante di Lampria, prima che questi arrivasse. Dopo l'arrivo di Lampria al simposio, Taide si era messa a danzare scoprendo le caviglie, ricevendo gli elogi del solo Difilo; sfidata da Taide, anche Filinna aveva danzato, ottenendo il plauso di tutti tranne Difilo. A questo punto la madre comprende le motivazioni dell'agire di Filinna, pur non condividendolo: le ricorda che per un'etera è giusto offendersi, ma non vendicarsi, in quanto il suo sostentamento dipende esclusivamente dalla buona volontà dell'innamorato pagante.

### IV dialogo: Melitta e Bacchide
Melitta si confida con l'amica Bacchide: si dice affranta perché il suo amante Carino si è ora unito a Simmiche. Bacchide non comprende come ciò possa essere accaduto, dato che in precedenza Carino aveva rifiutato legittime nozze con Simmiche - per di più di ricca famiglia - pur di stare con Melitta. Quindi quest'ultima spiega: l'altro ieri, dopo essere tornato dal Pireo, Carino si era dimostrato freddo e scostante con lei, rinfacciandole un suo presunto legame con l'armatore Ermotimo, che Melitta neanche conosce. Inviata la serva Acide in ispezione al Ceramico, ella aveva letto scritto sul Dipilo "Melitta ama Ermotimo" ed "Ermotimo ama Melitta". A questo punto Bacchide capisce subito che qualcuno ha voluto giocare un brutto tiro all'amica, e la esorta a parlare a Difilo; Melitta però ritiene preferibile affidarsi a una fattucchiera che con le sue arti magiche le riconduca Difilo. Bacchide sa appunto a chi reindirizzare l'amica, una maga sira dei cui servizi ella si è già valsa in precedenza. Melitta quindi esorta Acide a preparare il necessario all'incantesimo.

### V dialogo: Clonario e Leena
Clonario chiede all'amica Leena se sia vero quanto si vocifera, ovvero che Leena sia amata da Megilla di Lesbo. Leena è restia a parlarne, ma alla fine accetta di spiegare ogni cosa all'amica. Megilla, molto mascolina, e la sua compagna Demonassa di Corinto sono anch'elle due etere, che però si uniscono non ad uomini, ma esclusivamente ad altre donne. Le due avevano appunto invitato Leena in casa loro, dapprima a suonare il flauto, per poi farla coricare tra di loro. Dopo alcuni preliminari, Megilla si era tolta una parrucca, rivelando il capo completamente rasato e spiegando a Leena di essere Megillo di Lesbo, sposo di Demonassa. Leena, inizialmente un po' interdetta dalla situazione per lei nuova, aveva chiesto dapprima se ciò significasse che Megillo fosse un uomo in tutto e per tutto, ma egli aveva risposto di non aver bisogno del membro; aveva quindi chiesto se ciò significasse che Megillo fosse un ermafrodito come Tiresia, ricevendo però un altro diniego. A questo punto Megillo aveva spiegato: egli è semplicemente nato donna, ma per inclinazioni, voglie e ogni altra cosa si sente del tutto un uomo. Dopo che Megillo la ebbe pregata, donandole una veste e una collana preziose, Leena aveva acconsentito all'amplesso. Clonario chiede quindi ulteriori dettagli tecnici, ma Leena si rifiuta di rispondere.

### VI dialogo: Crobile e Corinna
Corinna fa ritorno da sua madre, Crobile, dopo la sua prima esperienza sessuale. Con la prima mina così ottenuta, spiega Crobile, le comprerà una collana, accessorio indispensabile per la carriera cui la vede avviata. La madre, infatti, spiega ogni cosa alla figlia: finché suo padre Filino, il fabbro, era in vita, loro non avevano di che temere; dopo però che, due anni or sono, l'uomo è morto, Crobile ha tirato avanti come poteva per sé e per sua figlia, dapprima vendendo gli attrezzi di Filino, quindi lavorando come tessitrice. Ella, però, stava appunto aspettando che la figlia raggiungesse l'età giusta per avviarla alla carriera che le consentirà di mantenere sé stessa, sua madre ed avere molte schiave. Corinna comprende che ciò che la madre intende è essere un'etera, come la vicina, Lira figlia di Dafnide. Di fronte all'istintivo moto di rifiuto di Corinna, Crobile le spiega cosa comporti in realtà il mestiere di etera: avere un atteggiamento dolce ma distaccato, seducente ma mai volgare, moderandosi nel cibo e nelle bevande quando invitata ai simposi, sapendo stimolare il desiderio solo del suo cliente. Corinna chiede se gli uomini saranno tutti giovani e belli come Eucrito con cui è appena stata; Crobile deve risponderle che non sarà così, ma proprio gli uomini più maturi e meno avvenenti saranno i clienti che pagheranno meglio.

### VII: dialogo: Musario e sua madre
La madre di Musario è adirata con la figlia: ella si lascia abbindolare dall'amante Cherea, che le promette sempre doni e gioielli senza mai darne, ma promettendo che sarà generoso una volta che potrà disporre del patrimonio paterno. La fanciulla spiega che Cherea è giovane, bello e di illustre famiglia, e una volta che suo padre sarà morto intende sposarla. La madre, però, richiama Musario alla realtà, chiedendole come farà a sostentarsi nell'attesa che il padre di Cherea muoia, tanto più che al contempo la ragazza si mantiene (in maniera assurda per una etera) fedele all'amato. Di recente, infatti, ha rifiutato di dormire con due altri giovani, i quali a differenza di Cherea l'avrebbero pagata: un contadino e soprattutto Antifonte, figlio di Menecrate, anch'egli bello. La ragazza spiega che si è comportata così in quanto Cherea aveva promesso che li avrebbe sgozzati, al che la madre sbotta, chiedendosi come sia possibile che Cherea sia l'unico giovane che non riesce ad appropriarsi dei beni paterni, al contempo costringendo Musario ad un'assurda fedeltà, senza pagarla e tenendola in canzone con vaghe promesse di matrimonio, di cui dubita egli si ricorderà quando ella non avrà più diciotto anni. Spera, comunque, di sbagliarsi.

### VIII dialogo: Ampelide e Criside
Ampelide chiede a Criside se un amante che non faccia scenate di gelosia fino a giungere alle percosse sia davvero innamorato di un'etera, quali loro sono. Ampelide si riferisce al giovane Gorgia, amante di Criside; ella risponde che Gorgia, sì, la ha battuta temendo rivali, ma al contempo comunque non la paga. Ampelide, da etera con esperienza ventennale, rassicura la diciottenne e inesperta Criside, assicurandole che è sulla buona strada per avere in suo pugno Gorgia. A sostegno di ciò, racconta una sua passata esperienza: Demofanto l'usuraio era innamorato di lei, pur pagandola mai più di cinque dracme, incontrandola saltuariamente e svogliatamente. Dopo che però egli vide per caso Ampelide accompagnarsi al pittore Callide, impazzito di gelosia iniziò a versare quanto e più del dovuto, tenendosela come amante fissa per lungo tempo. Ampelide esorta quindi Criside ad adottare lo stesso metodo con Gorgia, il quale ha buone speranze di ereditare molto.

### IX dialogo: Dorcade, Pannichide, Filostrato e Polemone
La serva Dorchide riferisce alla sua padrona, l'etera Pannichide, quanto ha scoperto: Polemone, già amante di Pannichide, ha fatto ritorno carico di bottino dalla spedizione militare in cui si era imbarcato, come Dorchide ha appreso dal servo di lui Parmenone; è quindi tornata immediatamente dalla sua padrona per avvisarla. Infatti Pannichide, in assenza di Polemone, si è legata al ricco mercante Filostrato (che le ha versato ben un talento). Mentre le due meditano il da farsi, i due uomini si presentano insieme da Dorchide: Polemone comprende immediatamente quanto accaduto e dà in escandescenze. Le due donne si ritirano in casa: Polemone continua a strepitare e minaccia di schierare i suoi uomini, anche se Filostrato non dà segni di preoccupazione e sostiene che riuscirà a tenergli testa solo con il suo servo Tibio.

### X dialogo: Chelidonio e Droside
Chelidonio chiede a Droside perché ella non frequenti più Clinia: Droside spiega come il giovinetto sia stato affidato alla guida di un precettore, il filosofo Aristeneto; Droside aveva anche inviato la sua serva Nebride a seguirli, ma le era stato impossibile avvicinare il giovane. Ora però il servo Dromone ha appena portato una lettera da Clinia, che Chelidonio dà a Droside affinché la legga. Nella lettera, il giovane spiega come suo padre lo abbia affidato ad Aristeneto, il quale gli ha assolutamente proibito di frequentare l'etera. Letto il messaggio, Droside ricorda che Dromone le ha rivelato come il filosofo sia un famigerato pederasta e possa insidiare Clinia. Pertanto Dromone denuncerà Aristeneto al padre di Clinia, e a conforto di ciò anche Chelidonio scriverà con un carboncino una scritta di denuncia contro il vecchio vizioso sulle mura del Ceramico.

### XI dialogo: Trifena e Carmide
Il giovane Carmide trascorre la notte piangendo nel letto al fianco dell'etera Trifena, da lui ingaggiata per cinque dracme, senza toccarla. Trifena non riesce a spiegarsi questo comportamento: Carmide le spiega di essere innamorato di un'altra etera, Filematio detta "Pagide", da ormai sette mesi, dopo averla vista alle Dionisie. A questo punto Trifena rivela come in realtà Filematio abbia almeno quarantacinque anni - come gli sarebbe parso evidente se fosse riuscito a scorgerne i capelli bianchi e il corpo maculato - e che per sembrare più attraente ricorra a vari trucchi, tra cui una parrucca. Ad ogni modo, riprende Carmide, Filematio aveva rifiutato di offrirsi a lui in quanto impossibilitato a versarle le 1000 dracme richieste, lo aveva chiuso fuori e si era data a Moschione: ecco perché il giovane ha assoldato Trifena. Udito ciò, la fanciulla afferma che se avesse saputo il vero motivo non si sarebbe neanche presentata lì e fa per andarsene; Carmide, però, convinto da quanto ella gli ha appena rivelato su Filematio, la trattiene e i due si congiungono.

### XII dialogo: Ioessa, Pitiade e Lisia
Ioessa è disperata per il comportamento del suo amante Lisia: ella, infatti, per amore gli si è mantenuta fedele, giungendo a rifiutare vari clienti, peraltro assai benestanti, mentre lui in tutta risposta ha iniziato deliberatamente a farla ingelosire con altre. Ioessa conclude esortando la collega Pitiade, lì presente, a giudicare la loro causa, ma Lisia adirato se ne va senza neanche rispondere, salvo fare ritorno poco dopo. Egli spiega quindi il motivo del suo comportamento: qualche giorno prima, intrufolatosi come altre volte in casa loro per unirsi a Ioessa, aveva trovato nel letto di lei un giovane imberbe, rasato e profumato. Le due scoppiano a ridere e spiegano che il presunto amante di Ioessa non era altri che Pitiade stessa, la quale si è rasata in quanto stava perdendo i capelli per una malattia e copre lo scalpo con una parrucca. Lisia allora decide di brindare alla sua riappacificazione con Ioessa.

### XIII dialogo: Leontico, Chenida ed Innide
Il soldato Leontico, assistito dalla "spalla" Chenida, rievoca le imprese che ha compiuto nel corso delle sue spedizioni: la prima contro i galati, quando con un solo fendente spaccò in due la testa di uno dei loro capitani; la seconda in Paflagonia, allorché sconfisse in singolar tenzone il satrapo locale, decapitandone il cadavere e impalandone la testa su una sarissa, finendo tutto lordato dal suo sangue. A questo punto l'etera Innide non riesce più a trattenersi e accusa Leontico di essere un assassino contaminato; nonostante le insistenze di Leontico (che prima le raddoppia l'onorario, poi le spiega che la sua intenzione era solo intrattenerla), Innide va via. Rimasti soli, Chenida spiega a Leontico come la fanciulla fosse troppo giovane e ingenua per apprezzare la millanterie del soldato. Allora Leontico prega Chenida di recarsi da Innide e confessarle come in realtà fosse tutto inventato.

### XIV dialogo: Dorione e Mirtale
Dorione è molto amareggiato, in quanto Mirtale lo ha chiuso fuori per darsi a un ricco commerciante bitino, rinfacciandole i molti doni che le ha dato in cambio dei suoi servigi. L'etera gli chiede quindi di elencarli, e Dorione esegue: scarpe di Sicione (due dracme); un vasetto siriano d'alabastro pieno di profumo fenicio (due dracme); cipolle di Cipro, cinque sarde, quattro pesci persici, otto pagnotte, un orcio di fichi secchi di Caria, sandali dorati di Patara e una caciotta di Gizio (al che Mirtale ribatte che tutto ciò ha un valore di cinque dracme). Dorione le ricorda che egli è solo un povero marinaio, quindi le chiede quanto le abbia donato il bitino. Poiché i suoi doni non possono il confronto, Dorione le rinfaccia la bruttezza del mercante e dice che andrà a trovarsi una compagna più in linea con le sue possibilità, guadagnandosi una risposta ironica da parte di Mirtale.

### XV dialogo: Coclide e Partenide
Coclide chiede a Partenide perché sia malconcia e in lacrime, e la ragazza racconta: mentre si trovava a suonare il flauto per allietare il simposio in casa dell'etera Crocale, assoldata dall'innamorato di lei Gorgo, il soldato etolo ex amante di Crocale fece irruzione con dei compagni, malmenando tutti i presenti e soprattutto il povero Gorgo. Partenide spiega: Crocale aveva chiesto all'etolo una somma di due talenti se voleva averla tutta per sé; al rifiuto di lui, si era data a Gorgo, giovane contadino facoltoso e perbene che la desiderava da tempo. Questo il motivo dell'irruzione: Crocale era riuscita a sfuggire e l'etolo se l'era presa con Partenide, ma ora sia lei sia Gorgo denunceranno il fatto ai pritani. Il dialogo si conclude con un'invettiva di Coclide contro gli amanti di estrazione militare, millantatori e maneschi: molto meglio, a suo parere, avere come amante un pescatore o un contadino.